# 고독 깊은 곳
《고독 깊은 곳》(중국어: 孤独深处)은 하오징팡이 2016년 펴낸 소설집이다. 작가가 2010~2016년 사이에 발표한 중단편소설을 수록했다. 휴고상을 수상한 중편소설 〈접는 도시〉를 비롯해 총 10편의 작품이 수록되어 있다.
대한민국에는 글항아리 출판사에서 중화권 현대소설 시리즈 '묘보설림'의 5번째 작품으로서 2018년 12월 출간되었다. 번역자는 찬호께이의 작품을 번역했던 강초아이다.

## 수록 작품

### 접는 도시
北京折叠
인구가 불어난 베이징은 도시를 접어 세 구획으로 나누었다. 지반은 24시간 주기로 뒤집히며, 제1구역이 하루를 보내고 뒤집히면 반대편의 제2, 제3구역이 다음 하루를 보내는 식으로 '전환'이 이루어진다. 제3구역의 쓰레기 청소부로 일하는 '라오다오'는 어린 딸의 교육비를 벌기 위해서, 제2구역 사람 '친톈'의 의뢰를 받아, 친톈이 사랑하는 제1구역의 '이옌'에게 편지를 전달하러 떠난다.

### 현의 노래
弦歌
정체불명의 외계인 '강철족'이 지구를 침략하고 3년째. 지난한 전쟁은 계속되었고 지구인들은 대부분 저항하지 않는 민간인을 우대하는 강철족에 편입되는 길을 택했다. 바이올리니스트인 '천쥔'은 은사인 '린 선생님'과 그 제자 '치웨'의 권유를 받는다. 그것은 지구와 달을 잇는 연결 다리 앞에서 오케스트라를 열어서, 다리를 공진시켜 달을 파괴함으로써 강철족에 저항 의사를 표하려는 것이었다.

### 화려한 한가운데
繁华中央
작곡을 배우기 위해 런던에 유학한 '아주'. 그때 '강철족'이 지구를 침략해온다. 강철족은 예술가인 아주의 욕망을 이용해 자신들의 앞잡이가 되라고 회유하고 아주는 그들을 위한 음악을 작곡한다.

### 우주극장
宇宙剧场
2099년. 외계에서 '관찰원'이 나타난 후, 모든 명절은 없어져 공동체는 붕괴했고, 인류는 '뇌역'이라는 공동 두뇌 네트워크로 숨어들었다. 크리스마스 날의 글래스고 거리에서 '일레인'은 떠돌이 가수를 만나고 그와 함께 옛 성당에서 지구의 역사를 조망하는 영상을 감상한다.

### 마지막 남은 용감한 사람
最后一个勇敢的人
새로운 우주론을 제시한 혁명가의 클론 '스제이 47'이 정부에 쫓기다가 어느 무기 창고에 몸을 숨긴다. 그곳에는 창고지기이자 마찬가지로 클론인 '파노 32'가 있었다. '스제이 47'은 '파노 32'에게 탈출을 도와달라고 부탁한다.

### 삶과 죽음
生死域
죽은 남자가 잿빛 도시에서 깨어난다. 너무나 생생해 사후 세계란 감각이 들지 않는 그곳에서 남자는 대학 시절 좋아했던 여자 '옌란'과 같은 얼굴의 여자를 만난다. 옌란은 이곳이 남자가 무엇이든 할 수 있는 장소이며, 진실을 받아들일 준비를 하라고 한 뒤에 사라진다. 홀로 남아 그 의미를 생각하던 남자 앞에 현재의 여자친구인 '샤오후이'가 나타난다.

### 아방궁
阿房宫
돌아가신 부모님의 유해를 바다에 뿌리기 위해 산둥 해안으로 온 '아다'. 어느 동굴에 다다른 그는 그곳에서 불로불사의 꿈을 이루고 현재까지 살아있던 진시황을 발견하고 불사의 약을 손에 넣는다. 그러나 진시황은 15일에 한 번씩 물을 뿌려주지 않으면 살아갈 수 없는 상태였다. '아다'는 진시황을 이용해 빚도 갚고 큰 돈을 벌어보기로 한다.

### 곡신의 비상
谷神的飞翔
인류가 화성을 시작으로 다른 태양계 행성들과 그 위성, 소행성에 진출한 시대. '랑닝'은 이동 도서관을 운영하며 행성 마을의 아이들에게 꿈을 키워갈 수 있도록 하고 있다. 하지만 물 부족으로 어려움을 겪고 있는 화성에서는 곡신성을 화성 궤도에 묶어두고 그곳의 물을 끌어오려고 한다. 곡신성 사람들은 화성에서 살아갈 것인지, 혹은 또 다른 길을 선택해야만 한다.

### 선산 요양원
深山疗养院
해외 유학을 마치고 대학 연구원으로 취직한 '한즈'. 어릴 적의 과학자로서의 꿈은 사라졌고 숨가쁜 결혼 생활에 무기력함을 느낀다. 그러다 산길에서 우연히 마주친 '선산 요양원' 표지판에 이끌려 그곳을 방문하고 옛 동료이자 경쟁자였던 '루싱'과 재회한다. '한즈'의 하소연을 들은 '루싱'은 그럴 때는 다 터뜨려 버리라며 폭탄을 건네준다.

### 고독한 병실
孤单病房
신종 질병인 대뇌 착란 환자들은 병실에 누워 뇌파에 전기 자극을 주는 것으로 연명하고 있다. 환자들로 가득한 야간병동을 지키는 간호사 '치나'는 최근 남자친구인 '폴'과의 문제로 침울해져 있다. 환자들에게 전류를 보내는 작업을 마친 치나는 견디지 못해 주저 앉고, 뇌파 자극의 유혹에 빠진다.